# Rock 'n' Roll (альбом Motörhead)
Rock 'n' Roll — восьмий студійний альбом англійської групи Motörhead, який вийшов 5 вересня 1987 року.

## Композиції
1. Rock 'n' Roll - 3:49
2. Eat the Rich - 4:34
3. Blackheart - 4:03
4. Stone Deaf in the U.S.A. - 3:40
5. Blessing - 1:03
6. The Wolf - 3:28
7. Traitor - 3:17
8. Dogs - 3:48
9. All for You - 4:10
10. Boogeyman - 3:07

## Склад
- Леммі Кілмістер - вокал
- Філ Кемпбелл - гітара
- Філ «Філті Енімал» Тейлор - ударні